# Helge Finsen
Helge Hilmar Finsen (1. marts 1897 på Frederiksberg – 8. oktober 1976 i Gentofte) var en dansk funktionalistisk arkitekt og modstandsmand under Danmarks besættelse. Han har bygget en række villaer, men er primært kendt som skribent og for sin faglige indsats i Akademisk Arkitektforening. Han var bror til Arne Finsen.

## Uddannelse
Helge Finsen var søn af protokolsekretær, senere birkedommer John (Jón) Finsen og Nanna Mathilde Meyer, blev student fra Herlufsholm 1915 og gik på Det tekniske Selskabs Skole under ledelse af Holger Grønvold 1915-16. Dernæst blev han optaget på Kunstakademiets Arkitektskole, hvorfra han tog afgang 1927. I studietiden var han ansat hos Helge Bojsen-Møller 1918-19, Helge Holm 1919, Thomas Havning 1919-20, Poul Methling og Einar Madvig 1920-22, Povl Baumann 1923-24, Carl Brummer 1927-30 og atter Einar Madvig 1931-32. 
Finsen var på studierejser til England, Frankrig, Tyskland, Italien, Grækenland, Tyrkiet og Island finansieret af Akademiets stipendium 1931, et stipendium fra Rask-Ørsted Fondet 1926, K.A. Larssens Legat 1927, og støtte fra Ny Carlsbergfondet 1933. Han opmålte og rekonstrueret Thebanernes skatkammer i Delfi i 1926; deltog i udgravninger samt opførte museet i Vasiliko i Messenien 1933, foretog opmålinger på Palatinerhøjen i Rom, 1959 og 1961-65. Han var UNESCO-udsending (restaurering af det romerske teater i Bosra mm.). Finsen blev udenlandsk medlem af École française d'Athènes.

## Virke
Fra 1934 drev Finsen egen tegnestue sammen med Svend Harboe. Han sad i bestyrelsen for Akademisk Arkitektforening 1931-37, var formand for samme 1952-55, medstifter sammen med Kay Fisker og Christian Elling af Selskabet for Arkitekturhistorie 1947, formand for samme 1950-76, bygningskyndig direktør i Københavns Hypotekforening 1947-65 og ligeledes i Byernes Hypotekforening 1965-67. 

## Modstandsmand
Han giftede sig 22. oktober 1927 i Lyngby med pianist Merete Grut (26. juli 1900 i København – 30. december 1954 smst.), datter af kaptajn, senere generalmajor, kammerherre Torben Grut og Mary Adolphine Grut.
Under besættelsen var Helge og Merete Finsen aktive modstandsfolk. Han var medlem af Ringens hovedledelse og leder af Arkitektgruppen, der inddrog arkitekterne i modstandskampen. Ved jødeaktionen i oktober 1943 husede han i sit hus i Ordrup Krat forfulgte jøder, bl.a. advokaten Isidor Trier.

## Hæder
Han modtog Akademisk Arkitektforenings æresmedalje 1957 og var Ridder af Dannebrog. Finsen bevarede en livslang tilknytning til Herlufsholm og er begravet på Herlufsholm Kirkegård.

## Værker
- Museum i Vasiliko, Peloponnes (1934)
- Byplan for samme (1943)

Sammen med Svend Harboe:
- Skovfogedbolig, Frederiksdal (1934)
- Villa, Parkovsvej 6, Gentofte (1934-35)
- Villaer, Berlingsbakke 8 (Finsens eget hus) og 20, Ordrup (1934-35)
- Albert Leths Stiftelse ved Herlufsholm (1934-35)
- Villa, Svanevænget 36, København (1936)
- Villa, Tuborgvej 90, Hellerup (1936)
- Villa, Ordrupvej 34, Ordrup (1936-37, nedrevet 1983)
- Rungsted Golfklubs klubhus, Rungsted (1936, præmieret)
- Skotøjsfabrik for Jørgen Petersen og Co., Bernhard Bangs Allé 26, Frederiksberg (1937)
- Sygeplejerskebolig ved Københavns Sygehjem, nu plejecentret Holmegårdsparken, Ordrupvej 30 (1938-39)
- Københavns Smørrebrød A/S, Ingerslevsgade 60, København (1939)
- Administrations- og laboratoriebygning for Hasle Klinker A/S, Rabækkeværket, Bornholm (1943)
- Projekt til bebyggelse og ombygning af Herlufsholm (1944)
- Carl Allers Etablissement A/S, Vigerslev Allé 18, Valby (1945-52, nu ombygget)
- Administrationsbygning og påfyldningsanlæg for Kosangas i Middelfart, Aarhus og Køge (ca. 1948-55)

### Dekorative arbejder
- Sarkofag for grosserer Lohse og hustru, Holmens Kirkes kapel (1938)
- Mindestøtte for Herluf Trolle, Lillö, Skåne (1943)

### Skriftlige arbejder
- (sammen med Frederik Weilbach) Rundetaarn og Trinitatis Kirke, 1933.
- Ung dansk Arkitektur, 1947.
- Arkitekten Ulrik Plesner, 1951.
- Billede af Grækenland, 1958.
- (sammen med Johan Exner) Kirken i landskabet, 1961.
- Domus Flavia sur le Palatin, 1962.
- (sammen med Sven Tito Achen) Herlufsholm i 400 år, 1965.
- (sammen med H. Ødum) Kamp om vadestederne, 1968.
- La résidence de Domitien sur le Palatin, 1969.
- Baalbek i Libanon, 1971.
- Det romerske teater i Bosra, 1972.
- (sammen med Esbjørn Hiort) Pictografisk vejviser til gammel dansk arkitektur, 1975
- (sammen med Esbjørn Hiort) Gamle stenhuse i Island fra 1700-tallet, København: Arkitektens Forlag 1977.
- adskillige artikler i Arkitekten og andre fagtidsskrifter